# Ba Bích
Ba Bích là một xã thuộc huyện Ba Tơ, tỉnh Quảng Ngãi, Việt Nam.
Xã Ba Bích có diện tích 59,16 km², dân số năm 1999 là 1542 người, mật độ dân số đạt 26 người/km².